# La Subida
La Subida es un ejido perteneciente al municipio de Ciudad Valles, San Luis Potosí, ubicada en la región huasteca norte.

## Toponimia
El nombre de la comunidad se conoce a través del comentario de algunas personas originarias de la localidad, a quienes les fue transmitida la historia de manera oral por sus antepasados que fueron partícipes de la creación de la misma.
En los años de 1910 a 1930 esta comunidad servía de ruta de acceso para ir al Ejido Tanchachín que queda al otro lado de la sierra. Esta ruta era utilizada consecutivamente por un sacerdote que oficiaba misa, comenzaba a subir la sierra en la parte sur de la comunidad donde se encuentra un árbol de orejón muy grande, transitaba en su burro de ida y de regreso por el mismo camino, como sus viajes eran muy constantes la gente de aquí empezó a reconocer ese camino como La Subida y cuando alguien señalaba que iría a Tanchachín le preguntaban, ¿Por la subida? Que era el camino que recorría el sacerdote. También se le dio este nombre por lo inclinado del cerro.

## Historia
No se tienen datos muy exactos de la fundación de la comunidad ya que las personas que fueron fundadores han fallecido, lo único que se narra es que a raíz de la conquista de los españoles los indígenas tének se establecieron en la parte baja de la cadena montañosa en donde no pudieran ser alcanzados por los españoles, dejando las tierras de la planicie. Solo se sabe que algunas personas se establecieron en este lugar y a unos 400 m habitaban algunas familias de origen español, de quienes se ignoraba su procedencia, al ser descubiertos por el grupo tének fueron corridos de ese lugar, quedando la localidad habitada por personas netamente indígenas.
Alrededor de los años de 1940 los habitantes acudían a San Antonio Huichimal en donde se realizaban todo tipo de trámites, reuniones, asuntos agrarios, a la escuela, asuntos religiosos, civiles, etc., al pasar de los años, este grupo tének decidió formar su propia localidad y es así como se formaron los Ejidos Ojo de Agua, La Lima, La Subida, Rancho Nuevo y la Pila.

## Política
El sistema de gobierno todavía está constituido por un comisariado Ejidal, un Juez auxiliar y un consejo de vigilancia, quienes se encargan de resolver cualquier situación en beneficio de todos los habitantes de la localidad. Ellos están organizados para realizar reuniones el primer domingo de cada mes, con la finalidad de conocer inquietudes, problemas, sugerencias, necesidades y beneficios que podrían tener todos los integrantes del ejido. En dicha reunión abarcan todos los puntos que sean necesarios. En caso de existir alguna anomalía, ellos son los encargados de llamar a los involucrados e investigar el origen y causa de los problemas que surjan. Después de tratar personalmente el asunto deciden que solución darle, puede ser una faena o varias según sea la problemática.
Cuando se dan problemas más graves se canalizan directamente al ministerio público, ya que por el carácter del problema son los encargados de buscar soluciones.

## Geografía
El ejido La Subida se ubica en el kilómetro 18 de la Zona indígena Tének, en las faldas de la Sierra Madre Oriental, el clima que prevalece en esta región generalmente es muy caluroso y seco, la lluvia se presenta en los meses de julio, agosto y septiembre como en toda la región huasteca. Durante el mes de febrero y marzo esta localidad es adornada por el palo de rosa en sus diferentes tonalidades y en el mes de abril y mayo por el árbol de framboyán y los árboles frutales de ciruelo rojo, morado y amarillo, por lo que dan colorido y belleza a la comunidad.
En las elevaciones de la sierra madre los habitantes poseen sus terrenos para cultivar algunas plantas frutales como el mango, mamey, aguacate, ciruelo, naranjos, jobos, tamarindos y diversas variedades de plátano. Además en esta zona podemos apreciar algunas plantas en peligro de extinción como el cedro, ojite, palo de Brasil, orejón y el palo de rosa. Entre los animales encontramos todavía la ardilla, el venado, el tigre, armadillos, tlacuaches, jabalíes, conejos, coyotes y pájaros.
En esta comunidad la superficie donde se ubican las casas y las parcelas es seco, choyoso y poco productivo. Sin embargo, en la parte alta el suelo es pedregoso pero más fértil, por ello los habitantes han desarrollado estrategias para la agricultura, cultivando caña de azúcar y pasto en la parte baja, mientras que en las zonas más fértiles cultivan la planta exótica del café, el fríjol, ajonjolí, maíz y algunas verduras como el nopal y la calabaza.

### Organización territorial
El Ejido La Subida, se encuentra ubicado al Suroeste de la ciudad de Valles y a una distancia de 18 kilómetros de carretera pavimentada, denominada Circuito Indígena en cuyo recorrido se asienta la comunidad justo en la falda de la Sierra Madre Oriental, la extensión territorial consta de 1536 hectáreas. Colinda al sur con el Ejido Rancho nuevo, al este con una propiedad privada, al norte con el Ejido La Lima y al poniente con el Ejido Los Remedios y una pequeña propiedad; las colindancias se delimitan con brechas que los mismos ejidatarios, dan mantenimiento con trabajo comunitario. Al interior del ejido las tierras se encuentran repartidas a las familias que ahí nacieron y se ha venido heredando a los hijos de los ejidatarios. Por la antigüedad de la fundación de la comunidad cuya fecha se desconoce, no se cuenta con un trazo urbano y las calles se han abierto de acuerdo a las necesidades de uso y de posesión tradicional de los solares.

## Economía
Los habitantes de este Ejido, basan su economía principalmente en las actividades agrícolas en pequeña escala y de autoconsumo, entre los que destacan la producción de piloncillo, que es un endulzante natural que proviene de la caña de azúcar, el café, frijol, ajonjolí, nopales, la ciruela y los mangos que de acuerdo a su temporada, lo ofrecen a la venta en el mercado de la Ciudad de Valles, de igual manera aunque de menor importancia la producción de ganado vacuno, del que obtienen leche, y sus derivados. Estando ubicado en las cercanías de la Ciudad, muchos de los habitantes en edad productiva, se desempeñan en el ramo de la construcción, empleados en talleres automotrices, tiendas de autoservicio y labores domésticas, especialmente para las mujeres, estas últimas que apoyan a su familia en el sustento diario. Es importante resaltar que en esta comunidad aún se practica el trueque de los productos de acuerdo a su necesidad asimismo el trabajo comunitario de ayuda mutua, por ejemplo en la construcción de sus viviendas, la siembra, la cosecha de sus productos, mantenimiento de los pozos del que se abastecen del agua, en la limpieza del panteón y las brechas de la comunidad.

## Demografía
El ejido La subida del municipio de Ciudad Valles se encuentra habitada netamente por personas del grupo étnico tének, desde hace mucho tiempo estos se establecieron ahí y aquí se encuentran conservando todavía algunas de sus raíces culturales, tal es el caso de la lengua materna. El número de población general está constituido por 935 habitantes de los cuales 482 son hombres y 453 son mujeres, de los niños menores de 12 años encontramos que son 279, adultos mayores de 60 años son 60.

## Comunicaciones
Respecto a los medios de comunicación, se tiene acceso a los canales 3, 5, 8 y 11 TV; en los hogares la mayoría de las familias cuenta con un radio, grabadora o modular en donde escuchan las estaciones locales, como la radiodifusora XANT LA VOZ DE LAS HUASTECAS. Sin embargo prefieren escuchar música en su modular, la mayoría de las familias tienen un televisor o dos; no existe teléfono, pocas personas han podido adquirir un celular y lo usan en lugares estratégicos para comunicarse con un familiar lejano.
Aproximadamente desde hace 5 años se cuenta con una carretera pavimentada denominada circuito indígena que comunica a más de 8 ejidos con la cabecera municipal, el cual atraviesa el ejido la Subida hasta el Chuchupe. Este se logró a raíz de muchas solicitudes por parte de las autoridades de todas las localidades beneficiadas; pues con anterioridad el traslado a estas localidades era un martirio, para el usuario y el vehículo debido a las condiciones deplorables de la ruta de acceso. Gracias a las gestiones hoy se cuenta con este beneficio y actualmente es placentero transitar por la zona indígena.
Para acudir a la comunidad de La Subida se utiliza el servicio de transporte público en camionetas. Este medio es incómodo e inseguro, porque se viaja de pie ó en bancas, pero por necesidades de trabajo se hace uso de este medio, el cual es una fuente de empleo para los prestadores del servicio que son originarios del ejido.

## Cultura
Los habitantes conservan una visión muy arraigada en relación con los astros, debido a que estos proporcionan información relevante acerca de los sucesos de la vida, además que les permite tomar decisiones acerca de las actividades que realizan cotidianamente, como lo es el tiempo de la siembra de maíz, calabaza, fríjol, cilantro y las diferentes frutas, el periodo de cosecha, corte de madera, palma, poda de árboles, incluso en el tiempo en que aparean sus animales y la fecha apropiada para concebir hijos varones o niñas, sanos y fuertes.
Existe un gran respeto hacia la lluvia, la tierra, el sol, el viento, los relámpagos y los truenos. Para muchas personas de este lugar la muerte significa el inicio de la vida eterna, donde se tiene la creencia de que la persona fallecida disfrutará de una vida más tranquila.

### Idioma
La lengua materna de esta localidad es el tének, lo hablan los adultos, jóvenes y niños. También existen personas que son bilingües, en su mayoría se encuentran los jóvenes y adultos del sexo masculino ya que generalmente las mujeres, sobre todo las de edad avanzada son monolingües en su lengua tének.
De la totalidad de la población 773 son personas bilingües y 86 personas solamente utilizan su lengua materna tének, cabe mencionar que dentro del total de personas bilingües algunas son originarias de otro grupo étnico de otra lengua y con el paso del tiempo han adquirido dominio sobre el uso de la lengua tének.

### Festividades
Las celebraciones más destacadas del ejido generalmente se relacionan con el aspecto religioso tales como la fiesta en honor a la virgen de Guadalupe el 12 de diciembre, Las posadas y el nacimiento del niño dios en el mes de diciembre, el día de Reyes, en semana santa la población viaja para visitar a la virgen de El Contadero en Tamaulipas, en el mes de mayo participan en las fiestas patronales del Señor de Tampico Alto en el Estado de Veracruz. La fiesta más importante y tradicional que ha prevalecido desde la época prehispánica es la dedicada a los Fieles Difuntos la que inicia el 28 de septiembre día de San Miguel Arcángel, con más énfasis el 31 de octubre. 1 y 2 de noviembre, finalizando el 30 de noviembre en la que las personas con respeto retiran los arcos del altar y los ubican en un lugar especial ya destinado para ello.

### Artesanías
El arte de la comunidad radica en las preservación de algunas danzas autóctonas tales, como el malín, el danzón y tsakam son, éstas son utilizadas en las fiestas religiosas; y el minuete que es una danza especial para la despedida de los difuntos pequeños, porque deben de ir contentos al cielo y como no tienen pecados se les acompaña con música y cuetes durante el trayecto de su casa al panteón.
También algunos habitantes se dedican a la elaboración de ollas, comales, cazuelas, candeleros de barro, petates, petacas, cestos, colotes, escobas de palma y de ramas para su comercialización y uso personal. Estas artesanías se están perdiendo por la falta de transmisión a las generaciones jóvenes y por la introducción de productos elaborados de material derivado del petróleo.

### Unidades de medida
Las unidades de medida de longitud usuales en la comunidad son la brazada, cuarta, el metro, kilómetro, en las medidas de peso utilizan el doble y la balanza, el litro y el cuarto de litro en forma de cubo; para unidades de medida líquida se emplea el litro convencional y para medir el tiempo utilizan los términos, ayer, hoy, mañana, tarde y noche, en unidades de cantidad utilizan el término mano y lo aplican para el conteo de la palma, el nopal y naranja, también el ciento y el medio ciento. Emplean el sistema de numeración decimal en forma oral en su lengua materna el cual es dominado por las personas adultas y las generaciones nuevas han ido perdiendo este legado de los antepasados debido a que consideran más sencillo realizarlo en su segunda lengua que es el español.

### Indumentaria
El traje típico de la mujer de esta comunidad consiste en una blusa de colores llamativos, con olán y pliegues al frente, con botones en la espalda; la falda es amplia con olán, zurcida, larga y con cinta en la cintura para sujetarse, generalmente también se confecciona en colores chillantes o en su caso con tela estampada, la tela que más se usa es el satín o la tafeta, también lo complementa un delantal de tela a cuadros y el cabello es sujetado por cintas de colores. En la casa, cuando hace mucho calor las mujeres usan una blusa de manta, de manga corta, cuello cuadrado y bordado al frente en el pecho elaborado a mano, pero solo para la casa, cuando se sale se usa la blusa mencionada anteriormente.
Generalmente el hombre ya no conserva su vestuario tradicional y hoy consiste en pantalón de mezclilla o de vestir con camisa de cuadros, sombrero y zapatos, huaraches o botas según sus posibilidades.

## Educación
En referencia a la educación, la localidad cuenta con el nivel de Educación Inicial, Preescolar, Primaria y Telesecundaria, para los jóvenes que concluyen sus estudios de Educación Secundaria continúan la Preparatoria en el ejido vecino de La Lima.
La eficiencia terminal para el nivel universitario es mínimo debido a que la beca de oportunidades que reciben solo es hasta la preparatoria y ante las necesidades económicas que padece la familia tienen que incorporarse al campo productivo en su localidad o en otras ciudades. Por esta razón unos cuantos jóvenes estudian una carrera técnica a fin de encontrar empleo y pocos son los universitarios.
Hoy en día se observa como algunos jóvenes con esfuerzo y dedicación, hacen un gran sacrificio para poder concluir una carrera profesional. Cabe mencionar que algunos de ellos son hijos de padres analfabetas lo que limita la educación tripartita.
Según información recabada de esta localidad existen 92 personas analfabetas tanto en su lengua materna como en español, en la mayoría de los habitantes que no leen y escriben oscila entre los 30 y 80 años de edad. (Ver cuadro de niveles educativos).

## Sanidad
En referencia a la salud, este ejido no cuenta con un servicio Clínico o Centro de Salud que los atienda, lo que ha propiciado que exista un Asistente Rural que funge como enlace entre el Centro de Salud y la comunidad. Para las citas médicas, se trasladan 2 o 3 kilómetros hasta El Ejido La Lima y por estar dentro del Programa Oportunidades tienen que estar asistiendo periódicamente para el control de su salud. Cuando presentan alguna enfermedad acuden a esta localidad y si es considerada como grave acuden al Hospital de Cd. Valles.
El Centro de Salud del Ejido La Lima al que están adheridos tiene gran afluencia de pacientes debido a que asisten habitantes otros ejidos circundantes, situación que provoca una deficiente atención para la población, debido a que solamente cuenta con 1 médico y 1 enfermera, además de que los permisos o vacaciones del personal no se cubren, conllevando a que la población sufra de las consecuencias puesto que les implica dedicar todo un día para cumplir con su cita o consulta médica. Por ello, a pesar de que la situación económica de los habitantes del ejido la Subida es crítica, prefieren pagar una consulta en la cabecera municipal.

## Vivienda
La vivienda ha cambiado un poco, porque hace algunos años solo se observaban casas construidas con material rústico consistente en: palma, otates, palos, láminas y piso de tierra, pero hoy en día muchas de ellas han comenzado a construir su casa de material de concreto, aunque muchas de las viviendas con material de la región todavía prevalecen, además de que estas son mucho más frescas que las modernas. De las antiguas podemos decir que las hay rectangulares y cilíndricas que son las que resisten más los ventarrones por ello en la punta se le coloca una olla para que el agua no entre por ahí.

## Gastronomía
En el aspecto gastronómico del Ejido se desarrolla principalmente por productos que se dan en su región como el fríjol, tortillas, nopales, huevo, tunas, chile, tomate, palmito, calabaza, soyo, pemoches, chochas, jacubes, chayote, quelite, verdolaga, cilantro, epazote, tepehua, yerbabuena, camotes, yucas, café y el maíz. Cuando los productos son insuficientes se tienen que importar de otros lugares. Con estos productos se preparan una diversidad de platillos netamente naturales, tal es el caso de los nopales revueltos con frijol y epazote; palmito con masa; soyo con fríjol y masa; pemoches con ajonjolí; guisado de chochas; las tunas y nopales en guisado. Y cuando hay elotes en su milpa es común que la gente prepare sopa de elotes, atole de elote y si éstos están muy tiernos hacen kwiches en hojas y si están sazones los hacen a mano en forma triangular cocidos en el comal.
En esta localidad, para los eventos especiales preparan el bolim, que es un tamal grande con masa y carne de puerco o de pollo, el mole huasteco (t’ak’chil), tamales de pollo, puerco y fríjol, pollo en masa, pollo o puerco con chile rojo y en algunas ocasiones zacahuil. Además no puede faltar el famoso atole de maíz agrio y en ocasiones endulzado con pilón.
Si usted desea probar uno de los platillos tradicionales de es comunidad anexamos la receta del mole huasteco.